# Streptococcus mutans
Streptococcus mutans es una bacteria Gram positiva, anaerobia facultativa que se encuentra normalmente en la cavidad bucal humana, formando parte de la placa dental o biofilm dental. Se asocia al inicio y desarrollo de la caries dental y es la que más tiene influencia en el desarrollo de dicha enfermedad. Es neutrofilo porque vive en medio con pH neutro, acidúrico por sintetizar ácidos a pesar de encontrarse en un medio de tales condiciones. Metaboliza la sacarosa para producir polisacáridos extracelulares (sustancia laxa que facilita su adhesión a las caras libres de las piezas dentarias) e intracelulares (metabolismo energético). En estado de salud, un recuento de estas bacterias en boca será de menos de 100.000 UFC.